# ELBA (Unternehmen)

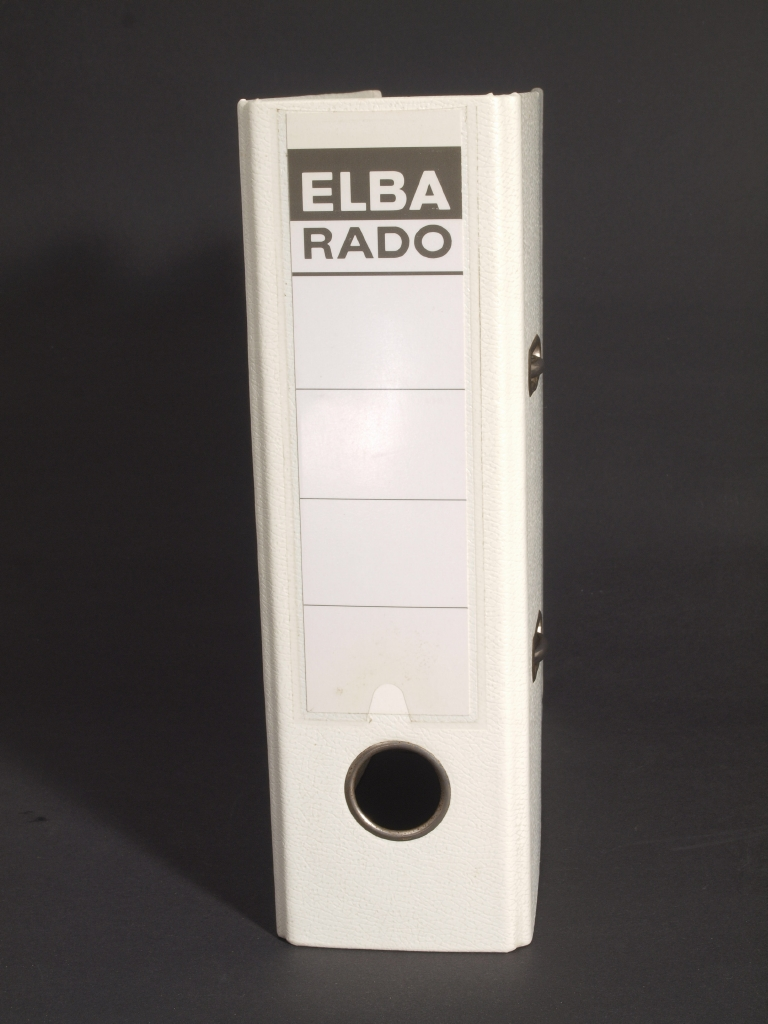
Aktenordner für Dokumente bis Größe DIN A5

ELBA, später ELBA Buerosysteme GmbH & Co. KG, war ein Unternehmen für Büromaterial, dessen Name seit 2014 nur noch als Handelsmarke weiterbesteht. Der Name ELBA entstand als Akronym aus den Nachbarstädten Elberfeld und Barmen (1929/1931 zu Wuppertal vereinigt). Später wurde dies mit dem Werbeslogan „Erfolgreiche Lösungen für besseres Arbeiten“ neu interpretiert. Der Geschäftssitz befand sich zuletzt von 1998 bis 2014 in Gelsenkirchen. Heute wird die Marke ELBA durch die HAMELIN GmbH in Gronau (Leine) gesteuert, die wiederum ein Tochterunternehmen der international agierenden Groupe Hamelin mit Sitz in Caen (Normandie) ist.
Das Unternehmen bezeichnet Elba als eine der führenden Marken für Büroprodukte und Organisationssysteme in Europa. Es werden mehr als 1000 Artikel unter dem Markennamen ELBA vertrieben. Produziert wurde außer in Gelsenkirchen auch in Gleichamberg und Tunesien.

## Geschichte
Erich Kraut (1891–1978) erwarb 1917 ein Schreibwarengeschäft und fertigte unter einfachen Bedingungen Aktenordner. Er wandelte das Geschäft in das Unternehmen ELBA um. Ab 1930 begann die industrielle Produktion von Aktenordnern und anderen Artikeln auf dem Werksgelände in Wuppertal-Elberfeld.
1933 wurde die Pendelregistratur erfunden. Diese Variante der Hängeregistratur kann Mappen horizontal in nur eine Schiene einhängen. 1953 wurde das Prinzip ELBA RADO (für Richtiges Aufstellen Des Ordners) entwickelt, welches durch zwei Schlitze und Nocken im Ordnerdeckel ein Einrasten der Hebelmechanikbügel ermöglicht und den Ordner damit standfester macht. 1989 stellte ELBA als eines der ersten Unternehmen einen Großteil der Fertigung auf Recyclingmaterial um; seitdem wurden viele ELBA-Produkte mit dem Bundesumweltzeichen „Blauer Engel“ ausgezeichnet.
1998 musste das als ELBA Bürosysteme Erich Kraut GmbH & Co. firmierende Unternehmen Insolvenz anmelden. Der Produktionsstandort Wuppertal wurde geschlossen, die Geschäftsaktivitäten konnten jedoch 1999 in die Groupe Hamelin überführt werden. Der Geschäftssitz wurde nach Gelsenkirchen verlegt. 2006 kaufte man den Konkurrenten MEHLE in Göttingen auf und vertrieb seither dessen Produkte in Gelsenkirchen unter dem alten Namen weiter.
2014 wurde der Standort Gelsenkirchen geschlossen und die ELBA Buerosysteme GmbH & Co. KG aufgelöst. Produkte der Marke ELBA werden seitdem durch die HAMELIN GmbH in Gronau (Leine) vermarktet und an anderen Standorten des Unternehmens gefertigt.